# التون (داربی‌شر)
التون (به انگلیسی: Elton) یک روستا و محله مدنی در بریتانیا است که در Derbyshire Dales واقع شده‌است. التون ۳۹۷ نفر جمعیت دارد.